# Stator chihuahua
Stator chihuahua är en skalbaggsart som beskrevs av Johnson och John M. Kingsolver 1976. Stator chihuahua ingår i släktet Stator och familjen bladbaggar. Inga underarter finns listade i Catalogue of Life.